# Cathédrale Saint-André de Glasgow
Cette  cathédrale ne doit pas être confondue avec une autre cathédrale de Glasgow.
 D’autres cathédrales portent le nom de cathédrale Saint-André.
La cathédrale métropolitaine Saint-André est une cathédrale catholique romaine dans le centre-ville de Glasgow, en Écosse. Elle est l'église siège de l'archidiocèse de Glasgow.
La cathédrale, qui a été conçue en 1814 par James Gillespie Graham dans le style néo-gothique, se trouve sur la rive nord de la Clyde. Elle est dédiée au saint patron de l'Écosse, saint Andrew.